# Lima sagamiensis
Lima sagamiensis is een tweekleppigensoort uit de familie van de Limidae. De wetenschappelijke naam van de soort is voor het eerst geldig gepubliceerd in 1971 door Masahito, Kuroda & Habe in Kuroda.